# کاترینا آدامس
 کاترینا آدامس (انگلیسی: Katrina Adams؛ زاده ۵ اوت ۱۹۶۸) یک تنیس‌باز اهل ایالات متحده آمریکا است.